# 国务院三峡工程建设委员会
国务院三峡工程建设委员会（简称三峡建委），是已撤销的国务院议事协调机构，负责三峡工程建设和移民工作的决策。

## 沿革
1980年7月，邓小平亲赴长江三峡考察，加速了已争论数十年的三峡工程论证进程。1984年2月17日，中央财经领导小组在北京中南海召开会议，专题研究三峡工程。会议讨论了有关三峡工程建设与移民的管理机构等问题，讨论了由水利部提出的《关于建议立即着手兴建三峡工程枢纽工程的报告》，并决定成立国务院三峡工程筹备领导小组，筹备“三峡特别行政区”和三峡开发公司。领导小组由国务院副总理李鹏任组长，宋平、杜星垣、钱正英任副组长。会后经协商，3月15日李鹏、宋平、杜星垣、钱正英向国务院和中央财经领导小组递交《关于开展筹备三峡工程若干问题》的报告，在“妥善解决库区移民问题是三峡工程成功的关键”这部分中提出“可考虑建立三峡特区的建制，成立特区人民政府，直属国务院领导，享受省、市（区）一级政府的待遇”的方案，并建议“由三峡工程筹备小组进行调查研究，并商两省后，提出方案报国务院决定。”4月5日，国务院转发了该报告，原则批准《长江三峡工程可行性研究报告》。
1984年4月24日，李鹏首次以国务院三峡工程筹备领导小组组长的身份在北京主持召开国务院三峡工程筹备领导小组第一次会议，会议传达中办、国办转发的《关于开展筹备三峡工程若干问题》的报告，宣布正式成立国务院三峡工程筹备领导小组。
1986年5月8日，中共中央、国务院以中发12号文件印发《关于将三峡省筹备组改建为三峡地区经济开发办公室的通知》，撤销三峡省筹备组，改为国务院三峡地区经济开发办公室。
1992年3月，七届全国人大五次会议通过了关于修建三峡工程的决议。1993年1月3日，《国务院关于成立国务院三峡工程建设委员会的通知》（国发〔1993〕1号）发出，国务院成立国务院三峡工程建设委员会（简称三峡建委），作为国务院领导三峡工程建设和移民工作的高层次决策机构。委员会下设办公室和三峡工程移民开发局（移民开发局在国务院三峡地区经济开发办公室的基础上组建）。1996年11月，国务院三峡工程建设委员会监察局成立。2002年1月，原三峡建委办公室、移民开发局和监察局合并，重新组建国务院三峡工程建设委员会办公室（简称三峡办，加挂“国务院三峡工程建设委员会三峡工程稽察办公室”牌子），作为三峡建委的办事机构，具体负责其日常工作，自国务院决定开展三峡后续工作后，负责三峡后续工作规划的组织实施、综合协调、监督管理。
截至2013年8月28日，国务院三峡工程建设委员会共召开18次全体会议：
- 第1次：1993年4月2日，研究三峡工程建设有关问题
- 第2次：1993年7月26日，审查《长江三峡水利枢纽初步设计报告（枢纽工程）》
- 第3次：1993年12月25日，研究三峡工程移民问题
- 第4次：1994年11月17日，研究三峡工程正式开工问题
- 第5次：1995年11月1日，研究三峡工程有关问题
- 第6次：1997年10月13日，审议批准《长江三峡工程大江截流前验收报告》
- 第7次：1998年1月12日，研究三峡二期工程的目标、任务和重点工作的有关问题
- 第8次：1998年4月30日，研究三峡工程建设、移民等有关问题
- 第9次：2000年6月16日，研究三峡工程建设、库区移民等有关问题
- 第10次：2001年5月31日，研究三峡工程建设、外迁移民等有关问题
- 第11次：2002年10月29日，研究三峡工程建设、明渠截流等有关问题
- 第12次：2003年5月29日，研究三峡工程建设、库区移民、右岸机组招标等问题，批准国务院长江三峡二期工程验收委员会的验收意见
- 第13次：2003年9月5日，研究三峡工程建设、库区移民、地质灾害防治、生态建设与环境保护等问题，部署三峡三期工程建设任务和重点工作
- 第14次：2004年12月24日，研究三峡工程建设、移民和库区经济社会发展等问题
- 第15次：2006年5月12日，研究三峡工程建设、库区移民安置、生态建设、环境保护和经济社会发展等问题，批准三峡水库2006年汛后蓄水至156米
- 第16次：2008年7月17日，研究生态环境建设与保护、移民安稳致富、库区经济社会全面协调可持续发展等问题
- 第17次：2010年11月30日，研究三峡工程建设及三峡后续工作等问题
- 第18次：2013年8月28日，研究三峡工程建设及三峡后续工作等问题[4]

2018年3月17日第十三届全国人民代表大会第一次会议通过《第十三届全国人民代表大会第一次会议关于国务院机构改革方案的决定》，批准《国务院机构改革方案》。方案规定：“优化水利部职责。将国务院三峡工程建设委员会及其办公室、国务院南水北调工程建设委员会及其办公室并入水利部。不再保留国务院三峡工程建设委员会及其办公室、国务院南水北调工程建设委员会及其办公室。”

## 职责
1993年《国务院关于成立国务院三峡工程建设委员会的通知》规定，国务院三峡工程建设委员会“是三峡工程高层次的决策机构”。

## 组成人员

### 1993年
1993年《国务院关于成立国务院三峡工程建设委员会的通知》确定的组成人员是：
- 主任委员：李鹏（国务院总理）
  - 副主任委员：邹家华（国务院副总理）、陈俊生（国务委员）、郭树言（湖北省省长）、肖秧（四川省副省长）、李伯宁（国务院三峡地区经济开发办公室主任）
  - 顾问：钱正英（全国政协副主席）
    - 成员：姚振炎（国家计委副主任）、石万鹏（国务院经贸办副主任）、陶驷驹（公安部部长）、崔乃夫（民政部部长）、刘仲藜（财政部部长）、侯捷（建设部部长）、黄毅诚（能源部部长）、何光远（机电部部长）、黄镇东（交通部部长）、杨振怀（水利部部长）、刘中一（农业部部长）、高德占（林业部部长）、柳随年（物资部部长）、周正庆（中国人民银行副行长）、王先进（国家土地管理局局长）、魏廷琤（水利部长江水利委员会主任）、陆佑楣（能源部副部长）[3]

### 1998年
1998年5月26日《国务院办公厅关于调整国务院三峡工程建设委员会成员的通知》调整后的组成人员是：
- 主任：朱镕基（国务院总理）
  - 副主任：吴邦国（国务院副总理）、郭树言（国务院三峡工程建设委员会办公室主任）、曾培炎（国家发展计划委员会主任）、蒋祝平（湖北省省长）、肖秧（原四川省省长）、蒲海清（重庆市市长）、陆佑楣（中国长江三峡工程开发总公司总经理）、甘宇平（重庆市副市长）
    - 委员：*陈邦柱（国家经济贸易委员会副主任）、李世忠（国务院三峡工程建设委员会办公室副主任）、韩德乾（科学技术部副部长）、张佑才（财政部副部长）、周永康（国土资源部部长）、李居昌（交通部副部长）、张基尧（水利部副部长）、陈耀邦（农业部部长）、尚福林（中国人民银行副行长）、陈元（国家开发银行行长）、张洪祥（湖北省副省长）、宋瑞祥（国家环境保护总局副局长）、路甬祥（中国科学院院长）、王志宝（国家林业局局长）、张文彬（国家文物局局长）、高严（国家电力公司总经理）、黎安田（水利部长江水利委员会主任）、漆林（国务院三峡工程建设委员会移民开发局局长）、何文彬（国务院三峡工程建设委员会监察局局长）[8]

### 2003年
2003年4月28日《国务院办公厅关于调整国务院三峡工程建设委员会组成人员的通知》（国办发〔2003〕37号）调整后的组成人员是：
- 主任：温家宝（国务院总理）
  - 副主任：曾培炎（国务院副总理）、郭树言（国务院三峡工程建设委员会办公室主任）、马凯（发展改革委主任）、罗清泉（湖北省省长）、王鸿举（重庆市市长）、陆佑楣（中国长江三峡工程开发总公司总经理）、
    - 委员：汪洋（国务院副秘书长）、蒲海清（国务院三峡工程建设委员会办公室副主任）、邓楠（科技部副部长）、朱志刚（财政部副部长）、田凤山（国土资源部部长）、翁孟勇（交通部副部长）、张基尧（水利部副部长）、杜青林（农业部部长）、吴晓灵（人民银行副行长）、李荣融（国资委主任）、王心芳（环保总局副局长）、周生贤（林业局局长）、陈宜瑜（中科院副院长）、单霁翔（文物局局长）、漆林（国务院三峡工程建设委员会办公室副主任）、何文彬（国务院三峡工程建设委员会办公室副主任）、陈元（开发银行行长）、韩忠学（湖北省副省长）、余远牧（重庆市副市长）、甘宇平（重庆市原副市长）、赵希正（国家电网公司总经理）、李永安（中国长江三峡工程开发总公司副总经理）、蔡其华（水利部长江水利委员会主任）[9]

### 2007年
2007年4月22日《国务院办公厅关于调整国务院三峡工程建设委员会组成人员的通知》（国办发〔2007〕25号）调整后的组成人员是：
- 主任：温家宝（国务院总理）
  - 副主任：曾培炎（国务院副总理）、汪啸风（国务院三峡工程建设委员会办公室主任）、马凯（发展改革委主任）、罗清泉（湖北省省长）、王鸿举（重庆市市长）、李永安（中国长江三峡工程开发总公司总经理）
    - 委员：张平（国务院副秘书长）、李学勇（科技部副部长）、刘金国（公安部副部长）、朱志刚（财政部副部长）、刘永富（劳动保障部副部长）、贠小苏（国土资源部副部长）、仇保兴（建设部副部长）、徐祖远（交通部副部长）、矫勇（水利部副部长）、张宝文（农业部副部长）、项俊波（人民银行副行长）、令狐安（审计署副审计长）、邵宁（国资委副主任）、张力军（环保总局副局长）、贾治邦（林业局局长）、李家洋（中科院副院长）、单霁翔（文物局局长）、高金榜（国务院三峡工程建设委员会办公室副主任）、何文彬（国务院三峡工程建设委员会办公室纪检组组长）、唐双宁（银监会副主席）、史玉波（电监会副主席）、陈元（开发银行行长）、李春明（湖北省副省长）、谭栖伟（重庆市副市长）、甘宇平（重庆市原副市长）、刘振亚（国家电网公司总经理）、蔡其华（水利部长江水利委员会主任）[10]

### 2013年
- 主任：张高丽（国务院副总理）
  - 副主任：汪洋（国务院副总理）、聂卫国（国务院三峡工程建设委员会办公室主任）、何立峰（发展改革委主任）、王晓东（湖北省省长）、张国清（重庆市市长）、卢纯（中国长江三峡集团公司董事长）[4]
    - 成员：国家发展改革委、科技部、公安部、财政部、人力资源和社会保障部、国土资源部、住房和城乡建设部、交通运输部、水利部、农业部、中国人民银行、审计署、国务院国资委、环境保护部、国家林业局、中国科学院、国家文物局、国务院三峡办、中国银监会、国家电监会、国家开发银行、重庆市人民政府、湖北省人民政府、中国长江三峡集团、国家电网、水利部长江水利委员会

## 办事机构
国务院三峡工程建设委员会办公室（简称国务院三峡办。兼挂国务院三峡工程建设委员会三峡工程稽察办公室，一套人员、两块牌子）是三峡建委的办事机构，具体负责国务院三峡建委的日常工作，自国务院决定开展三峡后续工作后，负责三峡后续工作规划的组织实施、综合协调、监督管理。
国务院三峡办主要职能： 
1. 组织提出三峡工程（枢纽工程、输变电工程、移民工作）的有关政策建议，起草有关法规草案，就三峡工程重大问题与有关省、直辖市和中央有关部门进行协调；研究制定三峡工程移民工作管理办法；负责三峡建委全体会议以及办公会议的准备工作，督促、检查会议决定事项的落实。
2. 控制三峡工程投资总量，监督三峡工程静态投资计划执行情况；提出三峡工程年度投资规模，协调落实资金筹措，负责计划、资金和工程进度的相互协调、综合平衡，审查年度投资价格指数和价差；安排移民搬迁年度大类计划；审核需报三峡建委审批的预备费项目和投资结余使用项目计划；申报、审核由于政策调整增加的工程投资。
3. 管理三峡库区移民搬迁安置工作，监督移民搬迁安置规划的实施；协调并推动三峡工程移民外迁、对口支援、经济技术协作、生态建设、泥沙研究等方面工作；负责三峡枢纽工程概算中安排的坝区以外生态建设、环境保护科技攻关工作；管理三峡工程移民科研、移民工程建设及监理、三峡工程淹没区及迁建区文物保护以及移民概算资金中安排的环境保护和地质灾害治理工作；组织、指导三峡工程移民培训工作。
4. 组织协调三峡工程中重大方案性问题、争议较大的技术问题以及国际招标中重大方针政策问题；审查初步设计的重大变更；研究提出三峡工程重大装备的技术装备政策，协调三峡工程重大装备的技术攻关和自主化（国产化）工作。
5. 研究协调三峡枢纽工程运行管理体制和三峡工程综合调度方案的有关工作；研究三峡水库管理的有关制度，协调三峡工程建设期三峡水库的管理工作；提出三峡水库水、土（含消落区）、岸线资源管理和移民后期扶持的政策建议。
6. 负责三峡工程（枢纽工程、输变电工程和移民工程）稽察工作；组织三峡工程验收工作；组织协调湖北省、重庆市以及安置外迁移民的省、直辖市纪检监察部门对移民资金进行监督检查；负责机关及相关单位党风廉政建设工作。
7. 负责组织三峡工程重大信息的收集、整理和发布，提出三峡工程对内对外宣传口径，组织协调有关重大宣传活动。
8. 组织协调三峡工程与外国政府机构、组织间的合作与交流，管理机关及相关单位外事工作。
9. 负责三峡后续工作规划的组织实施、综合协调、监督管理。
10. 承办国务院和三峡建委交办的其他事项[11]。

根据国务院三峡工程建设委员会办公室（国务院三峡工程建设委员会三峡工程稽察办公室）主要职责，办公室下设6个职能司和机关党委：
- 综合司（信访办公室）：组织起草三峡工作有关法规草案和会议文件；负责文电、会务、机要、信息、档案、国家安全和保密等机关日常运转工作；承担政策研究、政务公开、新闻发布工作；管理机关和直属单位干部人事、机构编制、外事工作；承担机关财务、内部审计等行政管理工作；负责信访工作；联系协调机关服务中心相关业务工作；完成交办的其他工作。
- 资金计划司：负责三峡工程投资管理的收尾工作；负责三峡后续工作规划实施的综合管理，协调、平衡投资计划和进度；负责三峡后续工作规划资金的使用和管理；负责三峡后续工作规划资金绩效目标申报表、审核表、绩效自评表等报表的编报，以及绩效目标管理的其他工作；组织审核三峡后续工作项目实施方案，研究提出年度资金分配方案并对执行情况进行监督；完成交办的其他工作。
- 规划司：负责研究提出三峡后续工作规划调整完善的意见建议；负责设定三峡后续工作规划实施期及年度整体绩效目标、分类绩效指标和相关前期工作；承担三峡后续工作库区地质灾害防治、三峡工程综合管理能力建设、三峡工程综合效益拓展有关项目合规性审核及绩效目标审核、绩效监控和绩效自评等协调管理工作；承担三峡后续工作科研项目的归口管理工作；参与协调三峡库区地质灾害防治；完成交办的其他工作。
- 经济发展合作司：研究提出全国对口支援三峡库区的政策建议和具体措施，组织、协调和推动对口支援合作；协调指导三峡库区产业发展、职业教育和技能培训、移民后期扶持扶助、外迁移民问题处理等工作；承担三峡后续工作移民安稳致富和促进库区经济社会发展有关项目合规性审核及绩效目标审核、绩效监控和绩效自评等协调管理工作；完成交办的其他工作。
- 水库管理司：研究提出三峡水库管理的有关制度，协调三峡水库管理工作；承担三峡工程建设收尾、竣工验收、管理体制、综合调度的组织协调工作；联系协调三峡枢纽工程质量检查、重大设备制造检查工作，协调三峡库区及相关影响区生态环境保护和建设、泥沙研究工作，组织三峡工程生态环境监测；协调三峡工程运行对长江中下游重点影响区的影响处理；负责三峡枢纽水运新通道前期相关工作；承担三峡后续工作库区生态环境建设与保护、对长江中下游重点影响区影响处理有关项目合规性审核及绩效目标审核、绩效监控和绩效自评等协调管理工作；联系协调移民管理咨询中心相关业务工作；完成交办的其他工作。
- 稽察司：组织开展三峡工程建设收尾任务和三峡后续工作稽察；督促有关地方政府对三峡后续工作专项资金使用管理情况开展监督检查；完成交办的其他工作。
- 机关党委：负责机关和直属单位的党群工作；负责机关和直属单位党风廉政建设工作；负责离退休人员服务管理；组织协调机关精神文明建设；联系扶贫工作；完成交办的其他工作[12]。

国务院三峡工程建设委员会办公室下设两个直属单位： 
- 国务院三峡工程建设委员会办公室机关服务中心（对外称机关服务局）：直属事业单位，具有事业单位法人资格。根据中央机构编制委员会办公室《关于国务院三峡工程建设委员会办公室所属事业单位调整的批复》（中编办复字〔2002〕77号），于2002年初由原三峡办机关服务中心与原移民开发局机关服务中心合并而成。
- 国务院三峡工程建设委员会办公室移民管理咨询中心：直属事业单位[13]。

| 主任 - 郭树言（1993年1月—2003年3月） - 蒲海清（2003年10月—2006年12月） - 汪啸风（2006年12月—2010年5月） - 聂卫国（2010年5月—2018年3月） 副主任 - 漆林（1994年3月—1998年） - 魏廷琤（1994年5月—1996年11月） - 李世忠（1996年1月—？） - 张德楠（1996年11月—？） - 高金榜（1996年11月—2009年7月） - 蒲海清（2001年2月—2003年10月） - 何文彬（2003年4月—2009年7月） - 宋原生（2009年7月—2012年1月） - 雷加富（2009年7月—2012年10月） - 卢纯（2009年10月—？） - 雷鸣山（2012年1月—2018年3月） - 胡保林（2012年10月—？） - 王伟（2013年5月—2018年3月）（正部长级） | 党组书记 - 聂卫国（—2018年3月） 党组成员 - 王伟（—2018年3月） - 雷鸣山（—2018年3月） |

## 水利部三峡工程管理司
水利部三峡工程管理司，是中华人民共和国水利部内设机构。

### 职责
根据有关规定，水利部三峡工程管理司承担下列职能：
1. 组织提出三峡工程运行的有关政策建议，组织指导三峡工程运行调度规程规范编制并监督实施。
2. 指导监督三峡工程运行安全和三峡水库蓄退水安全工作。
3. 承担三峡工程投资管理和建设收尾有关工作，组织三峡工程验收有关工作。
4. 组织和协调三峡水运新通道有关工作。
5. 研究提出三峡后续工作规划调整完善的意见建议，负责组织规划实施的动态监测、中期评估和后评价工作。
6. 负责制定三峡后续工作年度实施意见，组织项目申报和合规性审核并监督检查项目实施情况。
7. 负责三峡后续工作专项资金使用管理和绩效管理有关工作，研究提出年度资金分配建议方案并对执行情况进行监督。
8. 组织落实三峡库区基金绩效管理和中央统筹部分的安排使用，组织落实三峡库区工程维护和管理。
9. 承办部领导交办的其他事项。

根据有关规定，水利部三峡工程管理司设置下列机构：
- 综合与规划处
- 运行协调处
- 项目管理处
- 绩效管理处

### 历任领导
| 司长 - 罗元华（2018年3月至今） | 副司长 - 万志勇（2018年3月至今） - 任骁军（2018年3月至今） |